# Robert III de Flandre
Pour les articles homonymes, voir Robert III.
Robert III de Flandre, dit Robert de Dampierre ou Robert de Béthune (né en 1249 et mort le 17 septembre 1322 à Ypres), est comte de Flandre de 1305 à sa mort en 1322. Il est parfois appelé Lion des Flandres, en référence au lion des comtes de Flandre figurant sur son blason. Pris entre la révolte des Flamands et sa fidélité aux rois de France, Robert ne parvint pas à louvoyer habilement ; en bon féodal, il se veut vassal fidèle et assume les obligations financières et certaines vexations vis-à-vis des Flamands. Durant les périodes de paix, en particulier entre 1309 et 1312 ainsi qu'après 1317, Robert, comme ses prédécesseurs, favorise le commerce et protège les marchands.

## Biographie
Robert est le fils du comte de Flandre Gui de Dampierre et de Mahaut de Béthune. En 1265, il épouse Blanche d'Anjou, fille de Charles Ier, comte d'Anjou, et de Béatrice de Provence, comtesse de Provence et de Forcalquier. Robert de Béthune acquiert une certaine renommée militaire en Italie, où il combat entre 1265 et 1268 au côté de son beau-père Charles d'Anjou contre Manfred Ier de Sicile, que le pape Clément IV vient d'excommunier. Ce dernier meurt lors de la bataille de Bénévent en 1266. En 1270, Robert participe avec son père à la huitième croisade, dirigée par le roi de France Louis IX. À la suite de la mort de sa première épouse en 1269, Robert se remarie trois ans plus tard avec Yolande de Bourgogne, fille d'Eudes de Bourgogne, comte de Nevers, d'Auxerre et de Tonnerre, et de Mathilde II de Bourbon. Elle lui donne deux fils et trois filles. Yolande meurt huit ans plus tard, en 1280. Selon certains, Robert l'aurait fait étrangler, après l'avoir accusée d'avoir empoisonné son fils Charles, issu de sa première union.
Au cours des années 1280, Robert de Béthune soutient son père dans sa lutte contre l'hégémonie du roi de France Philippe IV le Bel, qui aimerait incorporer la Flandre au domaine royal. Le 20 janvier 1297, Gui de Dampierre rompt tous les liens féodaux avec le roi de France. Le comte de Flandre atteint alors l'âge respectable de 71 ans, ce qui fait de Robert le véritable dirigeant de la Flandre. En mai 1300, alors que la résistance contre la France semble désespérée, Robert se laisse capturer avec son père et son frère Guillaume de Crèvecœur. Tous trois sont enfermés au château de Chinon. C'est Philippe de Dampierre, un autre frère, qui prend alors la régence de Flandre et vainc d'abord Philippe le Bel à la bataille des éperons d'or, le 11 juillet 1302. Mais le roi de France prend sa revanche à la bataille de Mons-en-Pévèle le 18 août 1304.
Le 20 août 1304, Philippe le Bel prend la route de Lille, en passant par Seclin, qui subit des déprédations pour prix de sa fidélité au comte. Le siège de Lille dure un mois, puis la ville capitule. La Flandre, peu à peu, se trouve de nouveau sous contrôle royal. Des négociations aboutissent, en juin 1305, au traité d'Athis-sur-Orge. Ce dernier organise le transport de Flandre, c'est-à-dire le transfert de souveraineté de la Flandre romane et impose une rançon écrasante. Gui de Dampierre est entretemps mort en captivité en mars 1305 et son fils Robert est désormais comte de Flandre. Promettant de se conformer au traité d'Athis-sur-Orge, Robert III renonce aux châtellenies stratégiques de Lille, de Douai et d'Orchies, puis est autorisé à retourner dans son comté. Toutefois, en avril 1310, avec l'appui de ses sujets et sa famille, il commence à résister aux Français. Diplomatiquement et militairement, il parvient peu à peu à prendre position contre le roi de France.
Par conséquent, le nouveau roi de France Louis X le Hutin fait citer Robert en février 1315 à comparaître devant la Cour des pairs au motif d'infractions au traité d'Athis-sur-Orge. Robert ne se présente pas, officiellement parce que de santé déficiente, malgré plusieurs délais accordés. En juin 1315, il est condamné comme coupable de rébellion. Selon la Chronique de Guillaume de Nangis, Louis de Nevers, fils du comte, reste pendant ce temps en France auprès du roi. Louis X rassemble une armée pour envahir la Flandre à la fin de juillet 1315, mais il doit faire piteusement demi-tour, sans combattre, vaincu par des précipitations exceptionnelles. Robert est finalement rétabli pair de France en septembre 1316 lors d'un traité passé avec Philippe de Poitiers, alors régent du royaume de France et futur Philippe V.

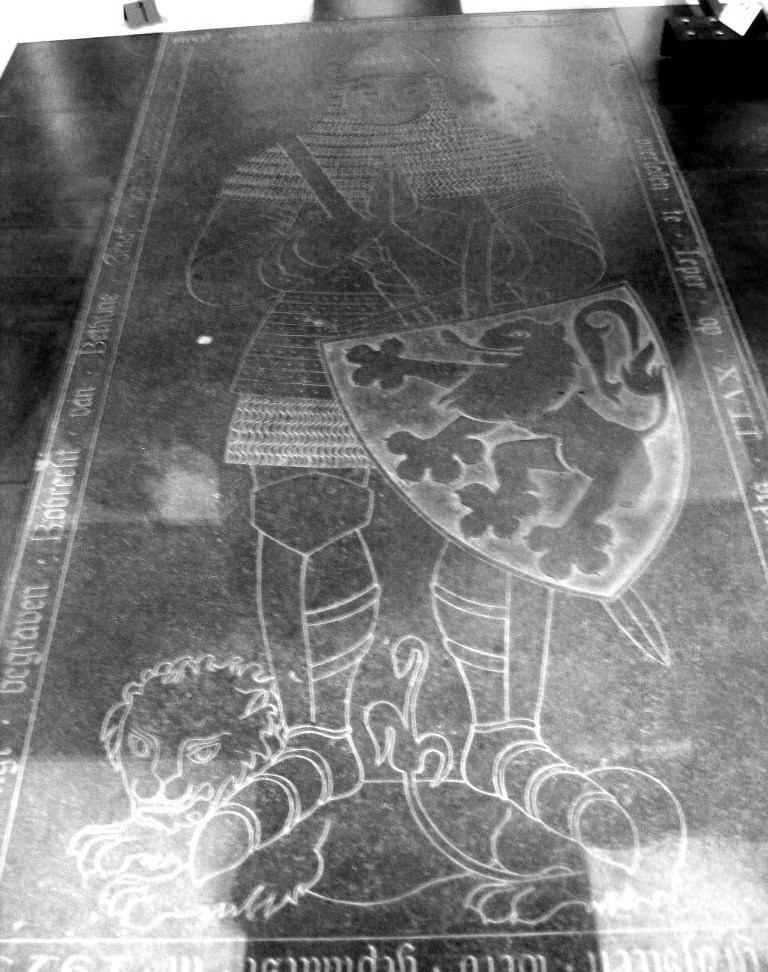
Pierre tombale de Robert à la cathédrale Sint-Maartenskerk à Ypres.

Soupçonnant son deuxième fils et héritier Louis de Nevers, issu de son second mariage, de soutenir le roi de France et de vouloir attenter à sa propre vie, Robert III le fait arrêter et jeter en prison à Rupelmonde, ainsi qu'un moine qu'il accuse de complicité. Mis à la torture, le moine n'avoue rien et l'accusation tombe. Pour autant, Robert tente de déshériter Louis au profit de Robert de Cassel, son frère cadet. À Gand, les partisans de Louis menacent de se révolter. Heureusement, les magistrats de la ville proposent leur médiation. Louis est libéré et se réfugie auprès de Philippe V en France, promettant de ne pas rentrer en Flandre avant la mort de son père. En 1319, Robert tente de reprendre Lille. Mais la milice de Gand, qui soutient Louis de Nevers, désormais protégé du roi de France, refuse de le suivre et de franchir la Lys. Robert abandonne la bataille et se rend à Paris pour restaurer les liens féodaux avec le roi de France. Robert et Philippe le Long signent un traité en mai 1320 : les conditions humiliantes du traité d'Athis-sur-Orge sont abandonnées mais la France garde Lille, Douai et Orchies. Toutefois, même après cela, Robert continue à faire obstacle à l'exécution du traité d'Athis-sur-Orge.
Par la suite, Robert III subit de fortes pressions du roi Philippe V, dans la continuité de celles effectuées par Philippe IV et Louis X, afin qu'il laisse le comté de Flandre à son fils aîné Louis de Nevers, alors qu'il semble toujours enclin à le confier à son fils cadet Robert. Pour le roi de France, Robert de Cassel s'est montré trop proche de son père lors des luttes avec la couronne au cours des dernières années. En échange de l'acquiescement de Robert III, il est convenu que le fils de Louis de Nevers, prénommé Louis, épousera Marguerite, la fille de Philippe. Robert III décède le 17 septembre 1322. Ayant explicitement souhaité être enterré en terre flamande, il est d'abord inhumé à Ypres dans la cathédrale Saint-Martin. Lorsque Lille et Douai seront de nouveau rattachées au comté de Flandre, son corps sera transféré aux côtés de sa première épouse et de son père à l'abbaye de Flines, située près de Lille, mais sa pierre tombale est conservée à Ypres. Son fils Louis de Nevers l'ayant précédé de deux mois dans la tombe, c'est son petit-fils Louis qui lui succède.

## Postérité

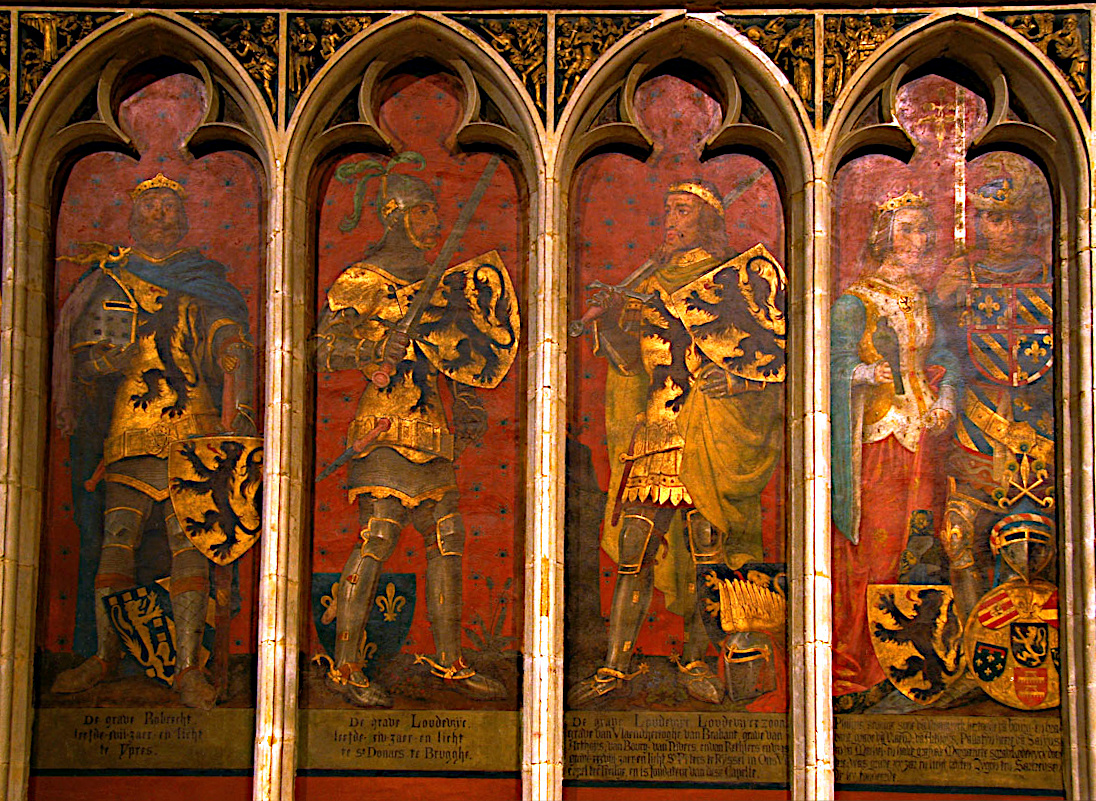
Le comte Robert III de Flandre (premier en partant de la gauche), représenté avec ses successeurs, dans la chapelle des Comtes de Courtrai.

De son premier mariage en 1265 avec Blanche d'Anjou, fille de Charles Ier, roi de Sicile, comte d'Anjou et du Maine, et de Béatrice de Provence :
1. Charles, mort en bas âge.

De son second mariage en 1272 avec Yolande de Bourgogne, comtesse de Nevers :
1. Louis Ier (1272-1322), comte de Nevers et de Rethel, épouse en 1290 Jeanne de Rethel, d'où postérité ;
2. Robert (1278-1331), sire de Marle et de Cassel, épouse en 1323 Jeanne de Bretagne, d'où postérité ;
3. Jeanne (décédée en 1333), épouse en 1288 Enguerrand IV de Guînes, sire de Coucy, sans postérité ;
4. Yolande (décédée en 1313), épouse en 1287 Gautier II d'Enghien, d'où postérité ;
5. Mathilde, épouse en 1314 Mathieu de Lorraine, sire de Florennes et de Pesche, sans postérité.